# Alicia Keys
Alicia Keys (sinh ngày 25 tháng 1 năm 1981 với tên khai sinh là Alicia J. Augello-Cook) là một ca sĩ dòng nhạc R&B, nhạc sĩ và nghệ sĩ chơi dương cầm người Mỹ. Cô là một nghệ sĩ được biết đến qua con số 25 triệu bản đĩa đơn, album bán ra trên toàn thế giới và một số giải thưởng uy tín thế giới trong đó có 15 giải Grammy, 11 giải âm nhạc Billboard và 3 giải thưởng âm nhạc Hoa Kỳ.

## Cuộc sống thơ ấu
Keys sinh ra trong một gia đình có mẹ là người Ý gốc Ireland và cha là một người Jamaica tại thành phố New York, New York. Cô lớn lên trong một xóm nghèo gần Manhattan. Năm 1985, Keys cùng một số bạn gái khác giành được một suất trong vai khách mời đến dự một màn trình diễn trong chương trình có tên The Cosby Show. Khi lên 7, cô bắt đầu chơi đàn piano, học âm nhạc cổ điển của những nhà soạn nhạc lỗi lạc như Beethoven, Mozart và nghệ sĩ mà cô yêu thích nhất, Chopin. Ở tuổi 14, cô viết ca khúc đầu tiên trong sự nghiệp âm nhạc của mình. Công lao lớn nhất của những thành tựu mới chớm đó phải kể đến người mẹ của cô, người mà trong khoảng thời gian khó khăn sau khi ly dị chồng vẫn cố hết sức ủng hộ ước mơ và sở thích của con gái. Chính bà là người giúp Keys phát triển tài năng âm nhạc của mình.
Keys tốt nghiệp trường nghệ thuật trình diễn chuyên nghiệp, một trường trung học tại Manhattan khi cô 16 tuổi. Mặc dù được mời vào học tại Đại học Columbia nhưng cô từ chối và quyết tâm cống hiến toàn bộ thời gian của mình cho sự nghiệp âm nhạc. Keys ký một hợp đồng thử với Jermaine Dupri và hãng So So Def của anh, sau đó là với hãng Columbia Records.
Cô là người viết và thu âm ca khúc Dah Dee Dah (Sexy thing) trong bộ phim ăn khách năm 1997, Men in black. Đó là bước tiến đầu tiên của cô trong lĩnh vực âm nhạc chuyên nghiệp. Năm 2001, Keys cho ra đời album đầu tay của mình mang tên Songs in A Minor – tác phẩm này không những đã chứng minh khả năng âm nhạc cổ điển của Keys mà còn thể hiện tâm hồn và sự đam mê đối với âm nhạc của cô khi ở độ tuổi thanh niên.

## Sự nghiệp âm nhạc

### Songs in A Minor

Album đầu tiên của Alcia Keys, Songs in A Minor được phát hành năm 2001 và thu được nhiều lời khen ngợi từ giới phê bình.

Album đầu tiên của Alcia Keys, Songs in A Minor bán được hơn 235.000 bản trong tuần đầu tiên với kỉ lục ngày đầu bán được 50.000 đĩa. Tổng cộng Songs in a minor đã bán được hơn 11 triệu bản trên toàn thế giới và tạo dựng nên cho Alicia Keys danh tiếng không chỉ ở trong lãnh thổ nước Mỹ mà còn trên khắp các quốc gia khác trên thế giới. Cô trở thành nghệ sĩ mới có album bán chạy nhất năm 2001. Keys và album này đã giành được 5 giải Grammy năm 2002 trong đó có các hạng mục "Nghệ sĩ mới xuất sắc nhất", "Ca khúc của năm" và "Bài hát R&B hay nhất" dành cho Fallin', đĩa đơn đầu tiên trong album. Hơn thế nữa, niềm vui còn được nhân đôi khi hầu hết giới chuyên gia đều có những nhận định tích cực về album này.
Cũng trong thời gian đó, Alcia Keys đã tham gia đệm piano và hát nền cho ca khúc Impossible trong album Stripped của Christina Aguilera

### The Diary of Alicia Keys

Album thứ hai, The Diary of Alicia Keys phát hành năm 2003 cũng thu được thành công và gặt hái được nhiều giải thưởng.

Tiếp theo album đầu tay, tháng 12 năm 2003, cô gây shock cho giới chuyên môn cũng như khán giả yêu nhạc khi phát hành album The Diary of Alcia Keys. Trong tuần đầu tiên, album đã đứng vị trí đầu tiên của nước Mỹ và bán được hơn 618.000 bản trên toàn thế giới. Cho đến thời điểm này nhạc phẩm thứ hai đã bán được 8 triệu bản. Năm 2004, Keys trở thành nghệ sĩ nữ nhạc R&B có album bán chạy nhất.
Tại lễ trao giải MTV Video âm nhạc năm 2004, Keys giành được giải "Video R&B xuất sắc nhất" cho If I ain’t got you. Cũng với hạng mục này năm 2005 cô lại một lần nữa giành được danh hiệu "Video R&B xuất sắc nhất" cho Karma.
Tại lễ trao giải Grammy năm 2005, cô đã trình diễn ca khúc thứ hai trong album, If I Ain't Got You. Cũng trong tối ngày hôm đó, tên của cô được cất lên 4 lần cho các giải thưởng "Album R&B xuất sắc nhất" cho The Diary of Alicia Keys; "Nữ ca sĩ hát R&B xuất sắc nhất" cho If I Ain't Got You; "Ca khúc R&B hay nhất" cho You Don't Know My Name và cuối cùng là "Trình diễn phong cách R&B xuất sắc nhất" cho My Boo cùng với Usher. Cô được đề cử giải "Album của năm" cho The Diary of Alicia Keys; "Ca khúc của năm" cho If I Ain't Got You; "Hát cặp phong cách trình diễn R&B hay nhất" cho Diary và "Ca khúc R&B hay nhất" cho My Boo.

### Unplugged
Ngày 14 tháng 7 năm 2005, tại nhạc viện Brooklyn, Alicia Keys đã trình diễn và thu âm seri MTV Unplugged. Được biết đến với cái tên ngắn gọn hơn là Unplugged, album này đã đứng vị trí số một trên bảng xếp hạng Billboard 200 của Mỹ với 196.000 bản bán ra trong tuần đầu tiên. Cho đến nay, nhạc phẩm này đã bán được hơn 1 triệu bản trên nước Mỹ. Được đề cử 4 giải Grammy: "Nữ ca sĩ hát R&B xuất sắc nhất" cho Unbreakable; "Giọng hát R&B truyền thống hay nhất" cho If I Was Your Woman; "Ca khúc R&B hay nhất" cho Unbreakable và "Album nhạc R&B xuất sắc nhất".

### As I Am
Từ cuối năm 2006 Alicia Keys đã bắt đầu thu âm album studio thứ 3 và đến ngày 13 tháng 11 năm 2007 thì cho ra mắt trên thế giới với tựa đề As I Am. Cô ca sĩ đã nói về album này như sau: "Tôi rất yêu thích album mới của mình. Nó thật sự hay và mới lạ". Đĩa đơn đầu tiên từ album, No One được Keys thể hiện với chất giọng khàn mới lạ và đạt vị trí cao nhất tại bảng xếp hạng Billboard Hot 100 cũng như United World Chart. Ca khúc này đã đoạt hai giải Grammy năm 2008 ở hạng mục "Trình diễn giọng R&B nữ xuất sắc nhất" và "Bài hát R&B xuất sắc nhất".
Keys có kế hoạch hợp tác với John Mayer, John Legend, và Linda Perry trong album này. Mới đây, cô mở một studio thu âm mới tại New York trong đó cô vừa là đồng sở hữu, vừa là đồng sản xuất và đồng tác giả với Kerry "Krucial" Brothers.

## Danh sách đĩa hát

### Album
- 2001: Songs in A Minor
- 2003: The Diary of Alicia Keys
- 2005: Unplugged
- 2007: As I Am
- 2009: The Element of Freedom

### Đĩa đơn quán quân
| Năm                    | Đĩa đơn                                 | Vị trí cao nhất | Vị trí cao nhất | Vị trí cao nhất | Vị trí cao nhất | Vị trí cao nhất | Vị trí cao nhất | Vị trí cao nhất | Vị trí cao nhất |
| Năm                    | Đĩa đơn                                 |                 | R&B             | Dance           |                 |                 |                 |                 |                 |
| ---------------------- | --------------------------------------- | --------------- | --------------- | --------------- | --------------- | --------------- | --------------- | --------------- | --------------- |
| 2001                   | "Fallin'"                               | 1               | 1               | —               | 24              | 1               | 1               | 2               | 2               |
| 2003                   | "You Don't Know My Name"                | 3               | 1               | —               | 19              | —               | 9               | 26              | 4               |
| 2004                   | "If I Ain't Got You"                    | 4               | 1               | —               | —               | —               | 12              | 35              | 45              |
| 2004                   | "Diary" (phụ họa bởi Tony! Toni! Toné!) | 8               | 2               | 1               | —               | —               | —               | —               | —               |
| 2004                   | "My Boo" (với Usher)                    | 1               | 1               | —               | 1               | —               | 5               | 3               | 1               |
| 2007                   | "No One"                                | 1               | 1               | —               | 7               | 2               | 14              | 1               | —               |
| Tổng đĩa đơn quán quân | Tổng đĩa đơn quán quân                  | 3               | 5               | 1               | 1               | 1               | 1               | 1               | 1               |

## Phim ảnh
Alicia Keys đã hoàn thành một bộ phim có nhan đề Smokin’ Aces cùng với Ben Affleck, Ray Liotta, Andy Garcia, Jeremy Piven và Ryan Reynolds. Trong đó, cô đóng vai một kẻ ám sát có tên Georgia Sykes. Với vai diễn này cô nhận được khá nhiều lời khen ngợi từ phía các bạn diễn. Ryan Reynolds nói Keys có "khả năng diễn xuất bẩm sinh" 
đặc biệt đây lại là lần đầu tiên cô thể hiện tài năng đó của mình.
Cô cũng có mặt trong bộ phim sẽ được công chiếu vào năm sau, Composition in Black and White kể về cuộc đời của một nghệ sĩ dương cầm. Mới đây, cô đã hoàn tất tác phẩm điện ảnh mang tên The Nanny Diaries cùng với nữ diễn viên quyến rũ của Hollywood, Scarlett Johansson. Trong bộ phim thứ hai này, cô đóng vai bạn thân của Johannson.

## Tour lưu diễn
- 2001: American Tour
- 2001/2002: European Tour
- 2004: Asian/Australian Tour
- 2004: Verizon Ladies First Tour (với Beyoncé và Missy Elliott)
- 2004: European Tour
- 2005: The Diary Tour (Mỹ)
- 2008: As I Am Tour (Anh)

## Cuộc sống riêng tư
Ban đầu khi sự nghiệp của cô còn chưa nổi tiếng như bây giờ, đã có rất nhiều bài báo cho rằng cô là một kẻ lưỡng tính hoặc đồng tính ái. Alicia đã phản ứng rất dữ dội trong các cuộc phỏng vấn liên quan đến vấn đề này. Cô nói: "Tôi hoàn toàn không phải là một người đồng tính". Sau đó, công chúng được chứng kiến sự thay đổi vẻ bề ngoài của cô nhằm bác bỏ toàn bộ những tin đồn sai sự thật về giới tính của cô. Thế nhưng những tin đồn vẫn tiếp tục xoay quanh mối quan hệ của cô với Kerry "Krucial" Brothers, báo chí cho rằng họ có mối quan hệ bí mật vì sự khác biệt tuổi tác.
Cô còn là tâm điểm chú ý của các câu hỏi đại loại như "Nguồn cảm hứng cho những ca khúc trữ tình của cô là gì". Trên thực tế, nhiều bài hát của cô như Fallin, Slow Down và Impossible đều phản ánh rõ nét phong cách của các nghệ sĩ nhạc soul như James Brown, Aretha Franklin và Isley Brothers.

Vào tháng 7 năm 2010, Keys làm đám cưới với nhà sản xuất nhạc hip-hop Swizz Beatz và sinh một đứa con trai, tên Egypt Daoud Dean, vào tháng 10 năm 2010.

## Những hoạt động từ thiện
Bên cạnh vai trò là một nghệ sĩ, Alicia Keys còn là một nhà hoạt động phúc thiện năng động. Cô là phát ngôn viên của tổ chức từ thiện Keep a child alive. Cô cùng với ca sĩ đứng đầu ban nhạc U2 thực hiện nhiều hoạt động từ thiện vì trẻ em trên toàn thế giới đặc biệt là ở Châu Phi, nơi nghèo đói và bệnh tật luôn đe dọa mạng sống trẻ thơ. Keys đã từng đến thăm những quốc gia châu Phi như Uganda, Kenya và Nam Phi để góp phần làm nâng cao nhận thức của người dân về đại dịch AIDS. Cô đồng thời là đại sứ toàn cầu và là người đồng sáng lập ra tổ chức Keep a child alive với hy vọng đem ánh sáng đến với những gia đình và trẻ em bị tổn thương do bệnh tật và nghèo đói.
Keys cũng là phát ngôn viên cho tổ chức Frum tha Ground Up, một quỹ từ thiện khuyến khích và giúp đỡ thế hệ trẻ Hoa Kỳ sống có ích và thành công trên đường đời. Cô tham gia rất nhiều hoạt động nhân văn năm 2005 thông qua những show diễn từ thiện quyên tiền cho các tổ chức và thực hiện những chương trình truyền hình gây quỹ ủng hộ những người gặp hoàn cảnh khó khăn.

## Chương trình truyền hình tham gia
Năm 2016, cô nhận vai trò làm huấn luyện viên cho The Voice Mỹ mùa 11